# 히로시마 도요 카프
히로시마 도요 카프(일본어: 広島東洋カープ 히로시마토요카푸[*], 영어: Hiroshima Toyo Carp)는 일본 프로 야구 팀으로, 센트럴 리그 소속이다.
1950년에 히로시마 카프(広島カープ)라는 이름으로 팀을 창단, 9번의 센트럴 리그 우승과 3번의 일본 시리즈 우승을 달성한 구단이다. 홈 구장은 히로시마현 히로시마시 미나미구에 있는 MAZDA Zoom-Zoom 스타디움 히로시마(약칭 마쓰다 스타디움)이다.

## 구단의 역사

### 구단 창립부터 1960년대까지
1949년
리그 확장 방침에 따라 히로시마 원자폭탄 투하의 괴멸적 피해로부터 히로시마 지역을 부흥시키기 위해 프로 구단을 설립, 같은 해 12월 15일 센트럴 리그에 가입했으며 히로시마시를 따라 흐르는 오타 강이 잉어의 산지이고, 원폭 투하로 인해 무너져 내린 히로시마 성의 별명도 ‘잉어 성’(鯉城)이었기 때문에 구단 이름을 히로시마 카프(広島カープ)로 지었다. 팀 초대 감독으로는 제2차 세계 대전 이전 오사카 타이거스 소속으로 우승 경험이 있고 현지 히로시마 출신인 이시모토 슈이치가 취임했으며 역시 히로시마 출신이자 요미우리 자이언츠로부터 양도된 시라이시 가쓰미가 선수 겸 조감독으로 임명되었다.
1950년
3월 10일, 후쿠오카 헤이와다이 야구장에서 센트럴 리그 개막전을 치렀지만 선수 입장시 내거는 플래카드에 ‘히로시마 카프스’(広島カープス)라고 쓰여져 있었고 홈 구장을 히로시마 종합 구장으로 정했다. 일본 프로 야구에서 중요한 위치를 차지하는 모기업이 없었기 때문에 구단 조직에 대한 지원이 충분치 않아 감독 이시모토 슈이치가 직접 나서 선수 모집에 분주했다. 투수 하세가와 료헤이, 나이토 고조, 야수 시라이시 가쓰미, 이와모토 아키라 등이 중심이 되어 팀을 이끌었지만 허약한 팀 사정상 참패를 거듭하여 양대 리그 팀 중 유일하게 히로시마만이 승률 3할에 도달하지 못했다(.299). 하지만 이 와중에 시라이시 가쓰미가 유격수 부문으로 베스트 나인에 포함되면서 체면 치례에는 성공했다.
1951년
구단 경영 상태가 심각하게 나빠지면서 팀 해산안, 또는 다이요 웨일스와의 합병안 등의 의견이 나왔다. 그러나 히로시마 시민들이 술통에 모금을 모집한 이른바‘술통 모금’을 통해 구단 잔류를 위해 필요한 400만엔(당시 기준)을 모았고, 구단도 나서 온갖 방법을 다써 결국 구단이 해체되는 상황은 막았다. 이런 와중에 전년도 클린업으로 팀내 최다인 21홈런 74타점을 기록한 히가사 가즈오가 시즌 도중 요미우리 자이언츠로 이적해버렸다. 그 해에는 7개 구단에 의해 총 120경기가 치러져야 했지만 가을에 미국 선발팀의 방일이 있었기 때문에 순위가 결정된 이후의 경기는 모두 취소되었다. 특히 히로시마는 리그 최하위가 결정된 뒤 무려 21경기가 취소되어 99경기 밖에 소화할 수 없었다. 그러나 이 혼란의 와중에도 다케치 오사무가 타격 7위에 오르며 구단 사상 처음으로 리그 타자 순위 10걸에 이름을 올렸다.
1952년
리그 개막 전에 있은 리그 대표자 회의에서 시즌 승률 3할에 도달하지 못한 팀은 처벌하는 결정이 내려졌다. 이는 홀수 구단(7개 구단)이 되면서 리그 일정을 짜기 복잡해지자 이 어려움을 해소하기 위해 하위권 팀 구단을 정리하려는 의도가 포함되어 있었다. 구단 설립 후 2년 연속 리그 최하위에 그쳤던 히로시마가 유력 후보로 꼽혔지만 하세가와 료헤이와 스기우라 류타로 등 2명의 투수가 팀 승수(37승)의 과반수(20승)을 챙기며 승률 3할 1푼 6리를 기록하면서 간신히 처벌을 면했다. 결국 3할 승률 달성에 실패한 쇼치쿠 로빈스가 시즌 종료 후 대표자 회의에서 합병을 신청했지만 거부당했다.(최종적으로 쇼치쿠는 다이요 웨일스와 합병하였다) 또한 스기우라 류타로가 방어율 9위에 오르면서 구단 사상 처음으로 투수 순위 10걸에 이름을 올렸다.
이 해를 마지막으로 이시모토가 퇴임, 대신 쇼치쿠로부터 아카미네 마사시 일파의 선수들인 고즈루 마코토, 가나야마 지로가 팀에 입단했고, 이어 영입한 일본계 2세 선수들인 제니무라 형제(제니무라 겐조, 제니무라 다테시), 미쓰요시 쓰토무가 입단하여 10만명의 관중들과 함께 퍼레이드를 즐겼다.
1952년부터 1953년까지 구단 경영 상태가 최악으로 치달으면서 유니폼은 가슴에‘HIROSHIMA’라고 새겨진 한 종류의 유니폼 밖에 취급할 수 없었다. 이 유니폼은 회춘당(후마키라)로부터 제공받고 있었기 때문에 2년간 유니폼의 왼쪽 어깨 부분에 후마키라의 로고 마크가 들어가 있었다.
1953년 ~ 1960년
1953년 올스타 팬 투표에서 하세가와 료헤이, 고즈루 마코토, 시라이시 가쓰미가 선택받았으나 ‘집단 투표 사건’ 등으로 다른 팀의 팬들로부터 비판을 받았다. 1953년부터 시라이시가 이시모토의 뒤를 이어 감독직을 수행했으나 여전히 성적은 좋지 못했다. 그러나 1960년에는 비록 B클래스였지만 창단 이래 처음으로 5할 승률 이상 시즌(.504)을 만들어냈다.
1961년 ~ 1972년
1960년을 마지막으로 시라이시 가쓰미가 감독직에서 물러난 데 이어 몬젠 마사토가 후임 감독으로 취임했으나 맡은 두 시즌 모두 5할 승률 달성에 실패하면서 사임했다. 한편 홈 구장을 히로시마 시민 구장으로 이전했다. 1963년부터 1965년 7월까지 시라이시가 다시 감독직을 맡았고 이어 7월부터는 하세가와 료헤이가 감독직을 물려받았다.
1968년
도요 공업(현 마쓰다) 사장 마쓰다 쓰네지가 필두 주주가 되며 구단명을 히로시마 도요 카프(広島東洋カープ)로 개칭했다. 시민 구단 체제를 유지하면서도 도요 공업을 메인 스폰서로 하는 마쓰다 가(家) 사유의 경영 구단이 되었다. 한편 하세가와의 뒤를 이어 네모토 리쿠오가 신임 감독으로 취임해서 소토코바 요시로와 아니야 소하치 두 투수의 활약으로 3위에 등극, 구단 창단 19년 만에 첫 A클래스(리그 1위부터 3위) 등극에 성공했다. 네모토 시대에는 성적이 썩 훌륭하진 않았으나 후에 투수 소토코바 요시로, 타자 기누가사 사치오, 야마모토 고지, 미즈타니 지쓰오 등을 길러내며 후일 ‘빨간 헬멧 군단’(赤ヘル軍団)의 태동을 촉구했다.

### 1970년대부터 2000년대까지
1970년 ~ 1971년

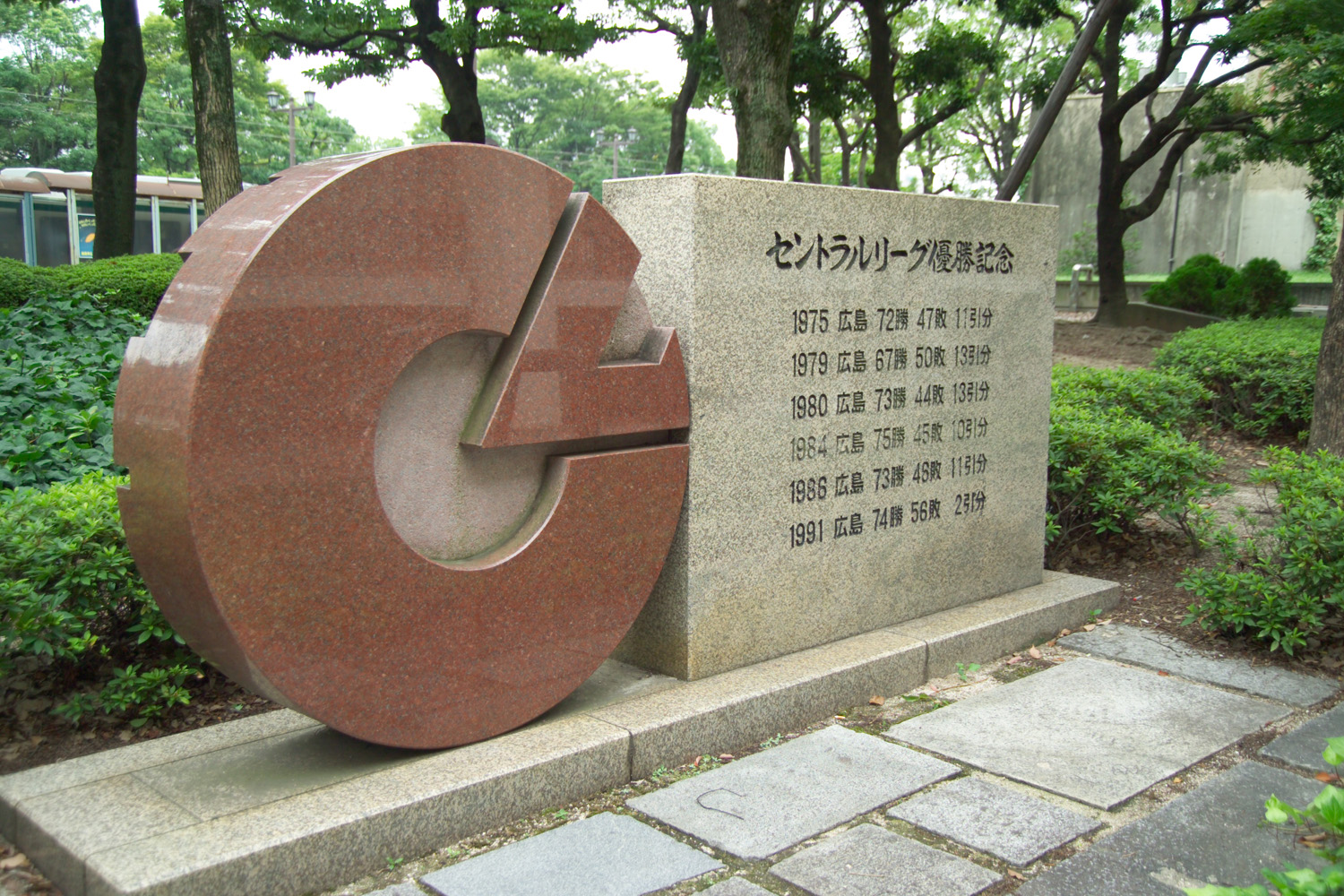
히로시마 시민 구장 안에 있는 팀의 센트럴 리그 우승 기념비

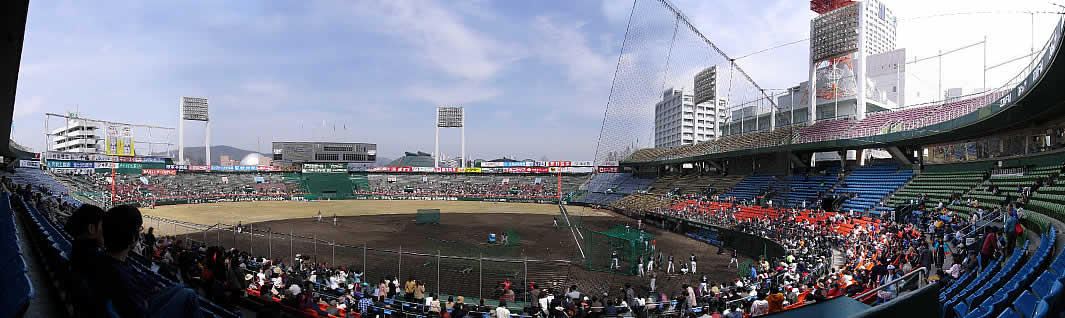
예전 홈구장인 히로시마 시민 구장

2년 연속 5할 이상 승률의 시즌을 만들어냈지만 네모토 리쿠오 감독이 마지막으로 지휘한 1972년 이후 3년 연속 최하위에 그쳤다. 앞서 1958년부터 빨간 가장 자리의 유니폼을 착용했었지만 1973년 벳토 가오루 감독 취임 이후 니트 식의 벨트 없이 입을 수 있는 유니폼으로 변경되어 가슴에 있는 문자와 번호, 그리고 등번호는 가장자리를 빨간색으로 처리했고 양말 또한 적색의 라인을 포함하면서 이후 팀 유니폼의 기본 색깔은 빨간색 위주로 구성된다.
1975년
전년부터 1군 타격 코치를 맡고 있던 조 루츠가 구단 역사상 최초로 외국인 감독으로 취임했는데 1972년 본인(루츠)이 타격코치로 있었던 클리블랜드가 애리조나에서 스프링캠프를 치를 당시 여기서 전지훈련을 한 히로시마를 지도한 것이 계기가 됐다. 또한, 불타는 투지를 상징하기 위하여 모자와 헬멧의 색 또한 빨간색으로 교체하였다. 그러나 루츠는 심판의 판정에 대한 불만 등으로 불과 15경기 만에 팀을 떠나 고바 다케시가 후임 감독으로 취임하였다.
주니치 드래건스와 한신 타이거스와의 치열한 우승 경쟁 끝에 구단 역사상 처음으로 센트럴 리그 우승을 확정짓는 영광의 순간을 누렸지만 일본 시리즈에서는 한큐 브레이브스를 상대로 2무 4패로 물러나며 아쉬움을 남겼다. 이 해 야마모토 고지와 기누가사 사치오가 타격왕에 올랐고 소토코바 요시로가 최다승, 오시타 쓰요시가 도루왕 타이틀을 차지하면서 맹활약했다. 히로시마의 헤이와오도리에서 열린 센트럴 리그 우승 기념 퍼레이드에서 팬들이 약 30만명이 모여 전에 없는 대인기를 누렸고 그 해를 시작으로 팀의 황금 시대가 시작되었다.
1977년
가슴판 번호와 문자, 등번호, 양말 스타킹을 모두 빨간색으로 맞추며 이때부터 '카프=빨강'이라는 이미지가 정착되었다.
1978년
일본 프로 야구 역사상 최초로 팀 시즌 200홈런을 달성. 야마모토 고지, 기누가사 사치오와 함께 짐 라이틀, 헨리 개럿의 쌍포 용병 등이 뭉쳐 붉은 헬멧 타선을 형성했다.
1979년
역사상 두 번째로 리그 우승에 성공했다. 1979년에는 긴테쓰 버펄로스를 상대로 7차전까지 가는 혈전 끝에 4승 3패로 일본시리즈 우승의 비원을 달성했다. (에나쓰의 21구)
1980년
시즌 시작부터 파죽지세로 승리를 쌓으며 2년 연속 리그 우승(팀 역사상 세 번째)를 달성했으며 일본 시리즈에서 다시 만난 긴테쓰를 상대로 다시 승리를 거두며 일본 시리즈 2연패라는 과업을 완수했다.
1982년
쓰다 쓰네미가 팀 역사상 최초의 신인왕을 차지했다.
1984년
야마모토, 기누가사에 더해 야마네 가즈오, 기타벳푸 마나부, 오노 유타카 등 투수진의 맹활약에 힘입어 세 번째 일본 시리즈 정상에 올랐다. 그러나 팀의 황금기를 이끈 고바 다케시 감독은 1985년을 마지막으로 일선에서 물러났다.
1986년
아난 준로가 신임 감독으로 취임했다. 아난은 스스로의 역할을「야마모토 고지 감독이 실현될 때까지의 이음새」라고 말했지만 취임 첫 해 리그 우승을 달성했다. 타선 스타팅 멤버에 외국인 용병이 한 명도 없는「순국산 타선」으로 이뤄낸 성과였다. 또 이 해를 마지막으로 오랜 기간 팀의 4번 타자로 활약했던 야마모토 고지가 은퇴했는데 이후 1990년대까지 팀은 4번 타자 부족에 시달리게 된다.
1987년
6월 13일, 기누가사 히로오가 뉴욕 양키스의 1루수 루 게릭의 2130경기 연속 출장 세계 기록을 경신해 시즌 종료까지 총 2215경기까지 기록을 늘린 후 은퇴했다.
1989년
야마모토 고지가 아난 준로의 뒤를 이어 감독으로 취임했다.
1991년
4월 쓰다 쓰네미가 부상을 당하는 바람에 빈자리를 채우기 위해 오노 유타카가 마무리로 자리를 옮겼다. 야마사키 류조가 팀의 5번 타자로 자리잡았으며 투수력을 중심으로 하는 방어의 야구로 센트럴 리그 우승을 달성했다. 일본 시리즈에선 사이타마 세이부 라이온스와 대결, 가와구치 가즈히사를 4번이나 출격시키며 분투했지만 결국 3승 4패로 지고 말았다.
1992년
위닝 시즌을 만들어내며 리그 우승을 차지한 도쿄 야쿠르트 스왈로스와 3게임차의 불과한 성적을 냈지만 그 해 야쿠르트가 최하위 주니치 드래건스와 고작 9경기차 밖에 나지 않을만큼 리그 양상이 대혼전이었던 덕택에 동률 2위를 기록한 요미우리, 한신에 밀려 리그 4위에 그치며 1982년 이후 10년 만에 B클래스(4위~6위)로 내려앉았다.
1993년
7월 30일 쓰다 쓰네미가 뇌종양으로 32세라는 젊은 나이에 요절하고 말았다. 개막 직후 6연승을 기록하는 등 초반 호조를 보였지만 쓰다 사후 팀 전체적으로 충격을 받아 급격히 흐트러지고 말았다. 유망주 사사오카와 기타벳푸 등 투수진마저 무너지며 리그 최하위로 내려 앉았으며 이 책임을 지고 야마모토 감독이 팀을 떠났다.
1994년
미무라 도시유키가 신임 감독으로 취임하여 시즌 한 때 리그 최하위까지 추락했으나 이후 10연승의 쾌진격을 포함한 상승세를 타며 우승 쟁탈전에 가세했지만 아쉽게도 3위를 기록하며 A클래스(1위~3위)에 포함되는 데 만족해야 했다.
1995년
투타 양면에 부상 선수가 연달아 발생하며 리그 선두 야쿠르트에 6게임차 2위에 그쳤다.
1996년
리그 전반기 1위를 기록하며 우승 가능성을 점쳤으나 최대 11.5게임까지 차이를 벌렸던 요미우리에게 역전을 허용하며 끝내 주니치에게도 뒤진 리그 3위에 그쳤다.
1997년
오노 유타카가 42세의 나이로 최고령 최우수 방어율 타이틀을 획득하며 분전했으나 팀은 리그 3위에 그쳤다.

### 새로운 홈구장과 카프 신 시대

#### 16년 만의 A클래스 진입
2013년
16년 만에 A클래스 진입을 했고, 리그 3위에 그쳤다. 첫 클라이막스 시리즈에 출장해서 한신 타이거스와 클라이막스 시리즈 퍼스트 스테이지에서 2승으로 이겼으나 요미우리 자이언츠와의 파이널 스테이지에서 3패로 졌다.

## 역대 감독
- 이시모토 슈이치(石本秀一, 1950년 ~ 1953년)
- 시라이시 가쓰미(白石勝巳, 1953년 ~ 1960년)〈제1차〉
- 몬젠 마사토(門前眞佐人, 1961년 ~ 1962년)
- 시라이시 가쓰미(白石勝巳, 1963년 ~ 1965년)〈제2차〉
- 하세가와 료헤이(長谷川良平, 1965년 ~ 1967년)
- 네모토 리쿠오(根本陸夫, 1968년 ~ 1972년)
  - 모리나가 가쓰야(森永勝也, 1972년)【감독 대행】
- 벳토 가오루(別当薫, 1973년)
- 모리나가 가쓰야(森永勝也, 1974년)
- 조 루츠(Joe Lutz, 1975년)
  - 노자키 히로카즈(野崎泰一, 1975년)【감독 대행】
- 고바 다케시(古葉竹識, 1975년 ~ 1985년)
- 아난 준로(阿南準郎, 1986년 ~ 1988년)
- 야마모토 고지(山本浩二, 1989년 ~ 1993년)〈제1차〉
- 미무라 도시유키(三村敏之, 1994년 ~ 1998년)
- 다쓰카와 미쓰오(達川晃豊, 1999년 ~ 2000년)
- 야마모토 고지(山本浩二, 2001년 ~ 2005년)〈제2차〉
- 마티 브라운(Marty Brown, 2006년 ~ 2009년)
- 노무라 겐지로(野村謙二郎, 2010년 ~ 2014년)
- 오가타 고이치(緒方孝市, 2015년 ~ 2019년)
- 사사오카 신지(佐々岡真司, 2020년 ~ 2022년)
- 아라이 다카히로(新井貴浩, 2023년 ~ )

※ 〈 〉은 재임 차수.

## 연도별 성적
| 연도   | 감독                            | 순위 | 경기 | 승리 | 패전 | 무승부 | 승률 | 승차 | 타율 | 홈런 | 평균자책점 |
| ------ | ------------------------------- | ---- | ---- | ---- | ---- | ------ | ---- | ---- | ---- | ---- | ---------- |
| 1950년 | 이시모토 슈이치                 | 8위  | 138  | 41   | 96   | 1      | .299 | 59   | .243 | 81   | 5.20       |
| 1951년 | 이시모토 슈이치                 | 7위  | 99   | 32   | 64   | 3      | .333 | 41   | .245 | 42   | 4.62       |
| 1952년 | 이시모토 슈이치                 | 6위  | 120  | 37   | 80   | 3      | .316 | 44.5 | .233 | 29   | 3.83       |
| 1953년 | 이시모토 슈이치·시라이시 가쓰미 | 4위  | 130  | 53   | 75   | 2      | .414 | 36   | .242 | 73   | 4.00       |
| 1954년 | 시라이시 가쓰미                 | 4위  | 130  | 56   | 69   | 5      | .448 | 29.5 | .245 | 55   | 3.81       |
| 1955년 | 시라이시 가쓰미                 | 4위  | 130  | 58   | 70   | 2      | .453 | 33.5 | .226 | 64   | 3.29       |
| 1956년 | 시라이시 가쓰미                 | 5위  | 130  | 45   | 82   | 3      | .358 | 37.5 | .213 | 60   | 3.04       |
| 1957년 | 시라이시 가쓰미                 | 5위  | 130  | 54   | 75   | 1      | .419 | 21   | .214 | 65   | 2.78       |
| 1958년 | 시라이시 가쓰미                 | 5위  | 130  | 54   | 68   | 8      | .446 | 19.5 | .222 | 80   | 2.92       |
| 1959년 | 시라이시 가쓰미                 | 5위  | 130  | 59   | 64   | 7      | .481 | 17   | .218 | 71   | 2.62       |
| 1960년 | 시라이시 가쓰미                 | 4위  | 130  | 62   | 61   | 7      | .504 | 6.5  | .230 | 84   | 2.70       |
| 1961년 | 몬젠 마사토                     | 5위  | 130  | 58   | 67   | 5      | .465 | 13.5 | .239 | 74   | 3.11       |
| 1962년 | 몬젠 마사토                     | 5위  | 134  | 56   | 74   | 4      | .431 | 19   | .239 | 75   | 3.30       |
| 1963년 | 시라이시 가쓰미                 | 6위  | 140  | 58   | 80   | 2      | .420 | 25   | .253 | 92   | 3.83       |
| 1964년 | 시라이시 가쓰미                 | 4위  | 140  | 64   | 73   | 3      | .467 | 16.5 | .242 | 98   | 3.30       |
| 1965년 | 시라이시 가쓰미·하세가와 료헤이 | 5위  | 140  | 59   | 77   | 4      | .434 | 31   | .230 | 72   | 2.84       |
| 1966년 | 하세가와 료헤이                 | 4위  | 136  | 57   | 73   | 6      | .438 | 32   | .234 | 78   | 3.45       |
| 1967년 | 하세가와 료헤이                 | 6위  | 138  | 47   | 83   | 8      | .362 | 37   | .225 | 82   | 3.41       |
| 1968년 | 네모토 리쿠오                   | 3위  | 134  | 68   | 62   | 4      | .523 | 9    | .224 | 112  | 2.91       |
| 1969년 | 네모토 리쿠오                   | 6위  | 130  | 56   | 70   | 4      | .444 | 18   | .221 | 121  | 3.24       |
| 1970년 | 네모토 리쿠오                   | 4위  | 130  | 62   | 60   | 8      | .508 | 15   | .226 | 108  | 3.00       |
| 1971년 | 네모토 리쿠오                   | 4위  | 130  | 63   | 61   | 6      | .508 | 8    | .233 | 89   | 3.11       |
| 1972년 | 네모토 리쿠오                   | 6위  | 130  | 49   | 75   | 6      | .395 | 24   | .250 | 117  | 3.57       |
| 1973년 | 벳토 가오루                     | 6위  | 130  | 60   | 67   | 3      | .472 | 6.5  | .223 | 104  | 3.04       |
| 1974년 | 모리나가 가쓰야                 | 6위  | 130  | 54   | 72   | 4      | .429 | 19.5 | .242 | 127  | 3.61       |
| 1975년 | 조 루츠·고바 다케시             | 1위  | 130  | 72   | 47   | 11     | .605 | -    | .256 | 131  | 2.96       |
| 1976년 | 고바 다케시                     | 3위  | 130  | 61   | 58   | 11     | .513 | 14   | .270 | 169  | 4.02       |
| 1977년 | 고바 다케시                     | 5위  | 130  | 51   | 67   | 12     | .432 | 25   | .268 | 163  | 4.83       |
| 1978년 | 고바 다케시                     | 3위  | 130  | 62   | 50   | 18     | .554 | 5    | .284 | 205  | 4.38       |
| 1979년 | 고바 다케시                     | 1위  | 130  | 67   | 50   | 13     | .573 | -    | .257 | 172  | 3.74       |
| 1980년 | 고바 다케시                     | 1위  | 130  | 73   | 44   | 13     | .624 | -    | .263 | 161  | 3.37       |
| 1981년 | 고바 다케시                     | 2위  | 130  | 67   | 54   | 9      | .554 | 6    | .274 | 181  | 3.66       |
| 1982년 | 고바 다케시                     | 4위  | 130  | 59   | 58   | 13     | .504 | 8    | .254 | 139  | 3.30       |
| 1983년 | 고바 다케시                     | 2위  | 130  | 65   | 55   | 10     | .542 | 6    | .269 | 164  | 3.65       |
| 1984년 | 고바 다케시                     | 1위  | 130  | 75   | 45   | 10     | .625 | -    | .274 | 167  | 3.37       |
| 1985년 | 고바 다케시                     | 2위  | 130  | 68   | 57   | 5      | .544 | 7    | .271 | 160  | 4.13       |
| 1986년 | 아난 준로                       | 1위  | 130  | 73   | 46   | 11     | .613 | -    | .254 | 137  | 2.89       |
| 1987년 | 아난 준로                       | 3위  | 130  | 65   | 55   | 10     | .542 | 11.5 | .268 | 143  | 3.14       |
| 1988년 | 아난 준로                       | 3위  | 130  | 65   | 62   | 3      | .512 | 15   | .244 | 105  | 3.06       |
| 1989년 | 야마모토 고지                   | 2위  | 130  | 73   | 51   | 6      | .589 | 9    | .271 | 101  | 3.01       |
| 1990년 | 야마모토 고지                   | 2위  | 132  | 66   | 64   | 2      | .508 | 22   | .267 | 140  | 3.57       |
| 1991년 | 야마모토 고지                   | 1위  | 132  | 74   | 56   | 2      | .569 | -    | .254 | 88   | 3.23       |
| 1992년 | 야마모토 고지                   | 4위  | 130  | 66   | 64   | 0      | .508 | 3    | .260 | 122  | 3.60       |
| 1993년 | 야마모토 고지                   | 6위  | 131  | 53   | 77   | 1      | .408 | 27   | .253 | 155  | 4.29       |
| 1994년 | 미무라 도시유키                 | 3위  | 130  | 66   | 64   | 0      | .508 | 4    | .276 | 126  | 4.18       |
| 1995년 | 미무라 도시유키                 | 2위  | 131  | 74   | 56   | 1      | .569 | 8    | .263 | 166  | 3.57       |
| 1996년 | 미무라 도시유키                 | 3위  | 130  | 71   | 59   | 0      | .546 | 6    | .281 | 162  | 4.08       |
| 1997년 | 미무라 도시유키                 | 3위  | 135  | 66   | 69   | 0      | .489 | 17   | .259 | 164  | 4.44       |
| 1998년 | 미무라 도시유키                 | 5위  | 135  | 60   | 75   | 0      | .444 | 19   | .265 | 131  | 4.01       |
| 1999년 | 다쓰카와 미쓰오                 | 5위  | 135  | 57   | 78   | 0      | .422 | 24   | .260 | 152  | 4.78       |
| 2000년 | 다쓰카와 미쓰오                 | 5위  | 136  | 65   | 70   | 1      | .481 | 13   | .256 | 150  | 4.48       |
| 2001년 | 야마모토 고지                   | 4위  | 140  | 68   | 65   | 7      | .511 |      | .269 | 155  | 3.82       |
| 2002년 | 야마모토 고지                   | 5위  | 140  | 64   | 72   | 4      | .471 | 21   | .259 | 154  | 4.36       |
| 2003년 | 야마모토 고지                   | 5위  | 140  | 67   | 71   | 2      | .486 | 20   | .259 | 153  | 4.23       |
| 2004년 | 야마모토 고지                   | 5위  | 138  | 60   | 77   | 1      | .438 | 20   | .276 | 187  | 4.75       |
| 2005년 | 야마모토 고지                   | 6위  | 146  | 58   | 84   | 4      | .408 | 29.5 | .275 | 184  | 4.80       |
| 2006년 | 마티 브라운                     | 5위  | 146  | 62   | 79   | 5      | .440 | 25   | .266 | 127  | 3.96       |
| 2007년 | 마티 브라운                     | 5위  | 144  | 60   | 82   | 2      | .423 | 19.5 | .263 | 132  | 4.22       |
| 2008년 | 마티 브라운                     | 4위  | 144  | 69   | 70   | 5      | .496 | 14   | .271 | 100  | 3.78       |
| 2009년 | 마티 브라운                     | 5위  | 144  | 65   | 75   | 4      | .464 | 26.5 | .245 | 101  | 3.59       |
| 2010년 | 노무라 겐지로                   | 5위  | 144  | 58   | 84   | 2      | .408 | 21.5 | .263 | 104  | 4.80       |
| 2011년 | 노무라 겐지로                   | 5위  | 144  | 60   | 76   | 8      | .441 | 16   | .245 | 52   | 3.22       |
| 2012년 | 노무라 겐지로                   | 4위  | 144  | 61   | 71   | 12     | .462 | 26.5 | .233 | 76   | 2.72       |
| 2013년 | 노무라 겐지로                   | 3위  | 144  | 69   | 72   | 3      | .489 | 17   | .248 | 110  | 3.46       |
| 2014년 | 노무라 겐지로                   | 3위  | 144  | 74   | 68   | 2      | .521 | 7.5  | .272 | 153  | 3.79       |
| 2015년 | 오가타 고이치                   | 4위  | 143  | 69   | 71   | 3      | .493 | 6.5  | .246 | 105  | 2.92       |
| 2016년 | 오가타 고이치                   | 1위  | 143  | 89   | 52   | 2      | .631 | -    | .272 | 153  | 3.20       |
| 2017년 | 오가타 고이치                   | 1위  | 143  | 88   | 51   | 4      | .633 | -    | .273 | 152  | 3.39       |
| 2018년 | 오가타 고이치                   | 1위  | 143  | 82   | 59   | 2      | .582 | -    | .262 | 175  | 4.12       |
| 2019년 | 오가타 고이치                   | 4위  | 143  | 70   | 70   | 3      | .500 | 6.5  | .254 | 140  | 3.68       |
| 2020년 | 사사오카 신지                   | 5위  | 120  | 52   | 56   | 12     | .481 | 13   | .262 | 110  | 4.06       |
| 2021년 | 사사오카 신지                   | 4위  | 143  | 63   | 68   | 12     | .481 | 13   | .264 | 123  | 3.81       |
| 2022년 | 사사오카 신지                   | 5위  | 143  | 66   | 74   | 3      | .471 | 14.5 | .257 | 91   | 3.54       |
| 2023년 | 아라이 다카히로                 | 2위  | 143  | 74   | 65   | 4      | .532 | 11.5 | .246 | 96   | 3.20       |

- 2023년 시즌 종료 기준, 순위에서 굵은 글씨는 일본 시리즈 우승.
- 통산 성적 : 4624승 377무 4941패(승률 .483)

## 구단 기록

### 경기·승패·승률에 관한 기록

1950년부터 현재까지의 팀 순위, 파란점은 일본 시리즈 우승을 나타냄

- 리그 우승 : 9회

(1975년, 1979년, 1980년, 1984년, 1986년, 1991년, 2016년 ~ 2018년)
- 일본 시리즈 우승 : 3회

(1979년, 1980년, 1984년)
- 클라이맥스 시리즈 우승 : 2회

(2016년, 2018년)
- A클래스 : 26회

(1968년, 1975년 ~ 1976년, 1978년 ~ 1981년, 1983년 ~ 1991년, 1994년 ~ 1997년, 2013년 ~ 2014년, 2016년 ~ 2018년, 2023년)
- B클래스 : 48회

(1950년 ~ 1967년, 1969년 ~ 1974년, 1977년, 1982년, 1992년 ~ 1993년, 1998년 ~ 2012년, 2015년, 2019년 ~ 2022년)
- 최하위 횟수 : 10회(1950년 ~ 1951년, 1963년, 1967년, 1969년, 1972년 ~ 1974년, 1993년, 2005년)
- 최다 승리 : 89승(2016년)
- 최다 패전 : 96패(1950년)
- 최다 무승부 : 18무(1978년)
- 최고 승률 : .625(1984년)
- 최저 승률 : .299(1950년)
- 연속 A클래스 진입 최장 기록 : 9년(1983년 ~ 1991년)
- 연속 B클래스 최장 기록 : 18년(1950년 ~ 1967년)[3]

### 그 외의 기록
- 최소 경기차 : 3.0경기차(1992년)
- 최대 경기차 : 59.0경기차(1950년)
- 최다 홈런 : 205개(1978년)
- 최소 홈런 : 29개(1952년)
- 최고 타율 : .284(1978년)
- 최저 타율 : .213(1956년)
- 최고 평균자책점 : 2.62(1959년)
- 최저 평균자책점 : 5.20(1950년)
- 3경기 연속 0-1로의 완봉 패배(2011년 5월 28일과 29일의 닛폰햄전, 5월 31일의 라쿠텐전) ※구단 역사상 최초의 기록.
- 50이닝 연속 무득점[4]

## 역대 홈구장
- 히로시마 종합 구장(1950년 ~ 1957년)
- 히로시마 시민 구장(1957년 ~ 2008년)
- MAZDA Zoom-Zoom 스타디움 히로시마(약칭 마쓰다 스타디움, 2009년 ~ 현재)